# Graduále
A graduále az a liturgikus könyv a római katolikus egyházban, amely a pap énekein kívül az összes miseéneket tartalmazza. 
A 12. század óta elterjedt, de jelentősége a tridenti zsinatot követő gregorián ének-reformmal függ össze. 1577-78-ban Palestrina és Zoilo készítette el átdolgozását, azonban ez akkor mégsem lett kiadva, csak 1614-15-ben jelent meg magánkiadásban. Az Editio Medicaea ezt követően számos kiadásban jelent még meg egészen a 19. század végéig.
A Graduale Sacrosanctae Romanae Ecclesiae (röviden Graduale Romanum) 1908-ban lett kiadva a Vatikáni Nyomda által, s ez még ma is érvényben van. Ez a könyv tartalmazza a gregorián miseénekek hivatalos új változatát.
Az 1972-es Ordo cantus missae a liturgikus reform szerinti újrarendezést tartalmazza, melyben húsz újabb, eredeti dallam és az énekek előadására vonatkozó instrukciók is megtalálhatók. 
Kisebb templomok használata számára 1968-ban jelent meg a Graduale simplex, amely egyszerűbb miseénekeket tartalmaz.